# Amphilius natalensis
Amphilius natalensis és una espècie de peix de la família dels amfílids i de l'ordre dels siluriformes.

## Morfologia
Els mascles poden assolir els 12,5 cm de llargària total.

## Distribució geogràfica
Es troba a Àfrica: des del riu Ruo (conca del Zambesi a Malawi) fins al riu Umkomaas (KwaZulu-Natal, Sud-àfrica). També és present a Zimbàbue.